# 察隅县
察隅县（藏語：རྫ་ཡུལ་རྫོང་།，威利转写：rdza yul rdzong，藏语拼音：Zayü Zong）是中华人民共和国西藏自治区林芝市下属的一个县级行政区。常住总人口约3万人，藏语中意思是“人居住地”。东邻昌都市左贡县、云南省德钦县和贡山县，西邻墨脱县，南接缅甸和印度，北连波密县和昌都市八宿县。县人民政府驻竹瓦根镇。

## 歷史
吐蕃时期於此設官衙，1371年帕竹政权設置科麦宗，首任宗本為释迹坚赞。1912年设科麦县，县府迁至吉公，归噶厦政府昌都总管管辖。1954年划归昌都专区，1960年改為桑昂曲宗县，县府驻下察隅的赤通拉卡。1966年5月改称察隅县，县府驻竹瓦根镇，属昌都地区管轄，1986年划歸林芝地区。

## 地理
察隅县地处青藏高原东南、喜马拉雅山与横断山过渡地带的藏东南高山峡谷区，地势北高南低，最高峰梅里雪山海拔6740米。全县总面积3.153万平方公里，实际控制面积1.9万平方公里，年平均气温11.8°C，平均年降水量793.9毫米，年均日照时数1615.6小时，无霜期200余天。水系以察隅河和怒江为主体，全县森林覆盖率达60%。

## 人口
2020年中國第七次全国人口普查時全县常住人口为28237人，其中男性14900人，女性13337人，0-14岁6459人，15-59岁19235人，60岁及以上2543人，藏族22105人，汉族3593人，僜人1573人，其他少数民族966人。城镇人口6221人，乡村人口22016人。竹瓦根镇7787人，上察隅镇3544人，下察隅镇6213人，察瓦龙乡6158人，古拉乡1915人，古玉乡2620人。

## 經濟
2020年地区生产总值11.44亿元，耕地面积41805亩，农业主产青稞、小麦、水稻、玉米、黄豆、茄子、黄瓜、辣椒、油菜、花生、甘蔗、西红柿、盛产广柑、橘子。牧业饲养猪、黄牛、犏牛、绵羊、山羊等。经济林有云杉、楠木、冷杉、桦木、檀木、樟木、云南松、华山松、红豆杉、春芽木等。1959年建成与川藏公路相通的然察公路。

## 行政区划
察隅县下辖3个镇、3个乡：
竹瓦根镇、上察隅镇、下察隅镇、察瓦龙乡、古拉乡和古玉乡。